# Besson Chaussures-Sojasun/Saison 2009

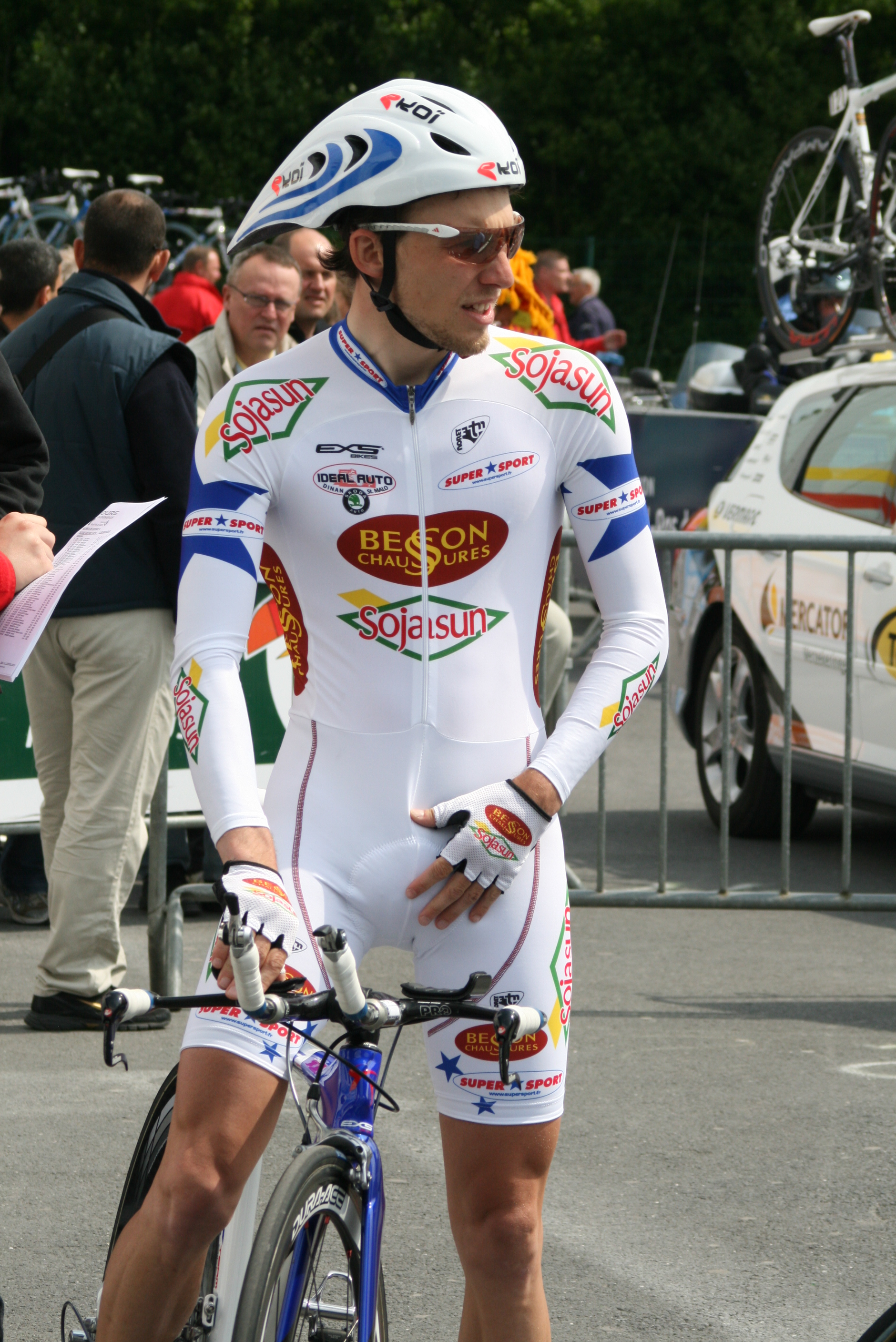
Jean-Marc Marino im Trikot der Mannschaft (2009)

Erfolge des französischen Radsportteams Besson Chaussures-Sojasun in der Saison 2009. Es fuhr mit einer Lizenz als Continental Team. In der Saison 2010 fährt das Team unter dem Namen Saur-Sojasun als Professional Continental Team.

## Saison 2009

### Erfolge in den Continental Circuits
In den Rennen des UCI Continental Circuits gelangen dem Team nachstehende Erfolge.
| Datum         | Rennen                                          | Kat. | Fahrer                |
| ------------- | ----------------------------------------------- | ---- | --------------------- |
| 4. Februar    | 1. Etappe Étoile de Bessèges                    | 2.1  | Jimmy Casper          |
| 5. Februar    | 2. Etappe Étoile de Bessèges                    | 2.1  | Jimmy Casper          |
| 28. Februar   | 2. Etappe Les 3 Jours de Vaucluse               | 2.2  | Jimmy Engoulvent      |
| 15. März      | Paris–Troyes                                    | 1.2  | Yannick Talabardon    |
| 20. März      | Classic Loire Atlantique                        | 1.2  | Cyril Bessy           |
| 28. März      | 1. Etappe Critérium International               | 2.HC | Jimmy Casper          |
| 8. April      | 3. Etappe Circuit Cycliste Sarthe               | 2.1  | Jimmy Engoulvent      |
| 14. April     | Paris–Camembert                                 | 1.1  | Jimmy Casper          |
| 16. April     | Grand Prix de Denain                            | 1.1  | Jimmy Casper          |
| 27. April     | 3. Etappe Tour de Bretagne                      | 2.2  | Laurent Mangel        |
| 29. April     | 5. Etappe Tour de Bretagne                      | 2.2  | Jimmy Engoulvent      |
| 6. Mai        | 2. Etappe Quatre Jours de Dunkerque             | 2.HC | Jimmy Engoulvent      |
| 30. Mai       | Grand Prix de Plumelec-Morbihan                 | 1.1  | Jérémie Galland       |
| 30. Mai       | 2. Etappe Tour de Gironde                       | 2.2  | Jimmy Casper          |
| 1. Juni       | 4. Etappe Tour de Gironde                       | 2.2  | Jimmy Engoulvent      |
| 11. Juni      | 1. Etappe Ronde de l’Oise                       | 2.2  | Jimmy Casper          |
| 12. Juni      | 3. Etappe Circuito Montañés                     | 2.2  | Jimmy Engoulvent      |
| 19. Juni      | 1. Etappe Boucles de la Mayenne                 | 2.2  | Jimmy Casper          |
| 28. Juli      | Prolog Tour Alsace                              | 2.2  | Mannschaftszeitfahren |
| 1. August     | 4. Etappe Tour Alsace                           | 2.2  | Jimmy Engoulvent      |
| 26. August    | 2. Etappe Tour du Poitou Charentes              | 2.1  | Jimmy Casper          |
| 30. August    | Châteauroux Classic de l’Indre                  | 1.1  | Jimmy Casper          |
| 26. September | 2. Etappe Tour du Gévaudan Languedoc-Roussillon | 2.2  | Laurent Mangel        |

### Team 2009
| Name               | Geburtstag        | Nationalität | Team 2008        |
| ------------------ | ----------------- | ------------ | ---------------- |
| Cyril Bessy        | 29. Mai 1986      | Frankreich   | Neoprofi         |
| Jimmy Casper       | 28. Mai 1978      | Frankreich   | Agritubel        |
| Cédric Coutouly    | 16. Januar 1980   | Frankreich   | Agritubel        |
| Jimmy Engoulvent   | 7. Dezember 1979  | Frankreich   | Crédit Agricole  |
| Jérémie Galland    | 8. April 1983     | Frankreich   | Auber 93         |
| Fabrice Jeandesboz | 4. Dezember 1984  | Frankreich   | Neoprofi         |
| Laurent Mangel     | 22. Mai 1981      | Frankreich   | Ag2r La Mondiale |
| Jean-Marc Marino   | 15. August 1983   | Frankreich   | Crédit Agricole  |
| Romain Mathéou     | 8. November 1988  | Frankreich   | Neoprofi         |
| Florian Morizot    | 10. Mai 1985      | Frankreich   | Auber 93         |
| Julien Simon       | 4. Oktober 1985   | Frankreich   | Crédit Agricole  |
| Benoît Sinner      | 7. August 1984    | Frankreich   | Agritubel        |
| Yannick Talabardon | 6. Juli 1981      | Frankreich   | Crédit Agricole  |
| Stagiaires         | Stagiaires        | Nationalität | Nationalität     |
| Anthony Delaplace  | Anthony Delaplace | Frankreich   |                  |